# Gastón Ramírez
Gastón Ezequiel Ramírez Pereyra (ur. 2 grudnia 1990 we Fray Bentos) – urugwajski piłkarz występujący na pozycji ofensywnego lub środkowego pomocnika.

## Kariera klubowa
Ramírez rozpoczął swoją karierę w Urugwaju w drużynie CA Peñarol, gdzie zadebiutował w marcu 2009. W swoim drugim sezonie w Peñarolu trafił sześć goli w 20 spotkaniach i przyczynił się do zdobycia mistrzostwa.
W sierpniu 2010 został sprzedany do Bologna FC za 2,5 miliona euro. 26 września zadebiutował w zremisowanym 1-1 spotkaniu z Catanią. Swój debiutancki sezon zakończył z czterema bramkami i dwoma asystami na koncie, a zagrał 25 spotkań. Trafił też trzy bramki w Pucharze Włoch.
Pomimo że był łączony z transferem do większych zespołów, pozostał w Bolonii na sezon 2011-12. Podpisał nowy kontrakt, który będzie obowiązywał do 2016 roku.
31 sierpnia 2012 podpisał 4-letni kontrakt z Southampton F.C.
1 września 2014 został wypożyczony do Hull City.

## Kariera reprezentacyjna
W 2009 wystąpił na Mistrzostwach Świata U-20.
8 października 2010 zadebiutował w reprezentacji Urugwaju w spotkaniu towarzyskim z reprezentacją Indonezji.

## Sukcesy

### CA Peñarol
- Primera División Uruguaya: 2009/2010